# Intrawest
Intrawest  (NASDAQ: SNOW), fondée en 1976, est une entreprise canadienne spécialisée dans le développement et l'opération d'infrastructures touristiques. Au Canada, elle est surtout connue pour ses stations de ski.

## Description
Intrawest possède des infrastructures récréo-touristiques et immobilières en Amérique du Nord, dont le Centre de villégiature Tremblant au Québec. 
Elle a aussi des activités de développement immobilier en Europe. 
En 2006, Intrawest emploie près de 25 000 personnes, surtout au Canada, aux États-Unis et dans les Antilles.

## Historique
Joe Houssian fonde Intrawest en 1976.
Pendant les années 1990, elle acquiert plusieurs hectares de terrain à Mont-Tremblant et développe le Centre de villégiature Tremblant.
Le 10 août 2006, elle accepte une offre d'achats de 2.8 milliards USD de la part du groupe américain Fortress Investment.

## Sources
1. ↑  Intrawest accepte l'offre de 2,8 milliards $ US d'investisseurs américains, Presse canadienne, 2006-08-11